# Ski Crazed
Ski Crazed — компьютерная игра в жанре симулятора спуска с горы на лыжах, разработанная компанией JAM Software и изданная Baudville. Игра была выпущена в октябре 1987 году для персонального компьютера Apple II.

## Игровой процесс
Игроку предстоит поучаствовать в ежегодном международном лыжном турнире Килиманджаро. Игроку нужно управлять лыжником, который спускается вниз по склону. По мере прохождения нужно избегать различные препятствия, проделывать виртуозные трюки и накапливать очки за безошибочный спуск. Главная задача — проявить своё мастерство и заполучить первенство на турнире.

## Разработка
Ski Crazed — первая игра, разработанная компанией JAM Software. Изначально она называлась Ski Stud и была написана Джейсоном Рубином всего за два выходных дня. Рубин использовал язык программирования BASIC, но из-за низкой производительности его напарник Энди Гэвин позже переписал игру на ассемблере, что значительно ускорило её работу.
Для создания графики Рубину приходилось проявлять невероятное терпение, работая с несовершенными инструментами того времени. Например, он использовал пиксельный редактор из программы Pinball Construction Set, который имел проблемы с точностью позиционирования курсора. Из-за этого Рубину приходилось постоянно исправлять ошибки и аккуратно прорисовывать графику по пикселю.
Перенос созданных изображений в игру также был сопряжён с трудностями. Pinball Construction Set не имел функции сохранения графики, поэтому разработчикам приходилось прибегать к хитростям. Они намеренно вызывали сброс оборудования Apple II, чтобы получить доступ к оперативной памяти, где временно хранились данные графики, и затем копировали их для использования в своей игре. Этот процесс приходилось повторять множество раз, что требовало большого терпения и усилий.
Издательство Baudville выкупило права на игру у JAM Software за сумму в 250 долларов США. В сентябре 1987 года Baudville анонсировало выпуск игры для компьютеров Apple II в третьем квартиле года. Выпуск игры состоялся в октябре 1987 года. Игра разошлась тиражом около 1500 копий, принося разработчикам около 2 долларов с каждой проданной копии.